# هنري كايزر
هنري كايزر (بالإنجليزية: Henry Kaiser)‏ هو عازف قيثارة ومونتير أمريكي، ولد في 19 سبتمبر 1952 في أوكلاند في الولايات المتحدة.

## وصلات خارجية
- الموقع الرسمي
- هنري كايزر على موقع IMDb (الإنجليزية)
- هنري كايزر على موقع ألو سيني (الفرنسية)
- هنري كايزر على موقع ميوزك برينز (الإنجليزية)
- هنري كايزر على موقع أول موفي (الإنجليزية)
- هنري كايزر على موقع أول موفي (الإنجليزية)
- هنري كايزر على موقع أول ميوزيك (الإنجليزية)
- هنري كايزر على موقع ديسكوغز (الإنجليزية)
- هنري كايزر على موقع قاعدة بيانات الفيلم (الإنجليزية)
- هنري كايزر على موقع كينوبويسك (الروسية)